# Esteban Dreer
Esteban Javier Dreer Ginanneschi (Godoy Cruz, 11 novembre 1981) è un ex calciatore argentino naturalizzato ecuadoriano, di ruolo portiere.

## Carriera
Nel giugno del 2015 è stato inserito da Gustavo Quinteros tra i 23 giocatori della nazionale ecuadoriana che parteciperanno alla Copa América 2015
Viene convocato per la Copa América Centenario negli Stati Uniti.